# Subtenente
Subtenente é um posto ou graduação militar, existente nas forças armadas de diversos países. Conforme o país e o ramo das forças armadas, subtenente pode corresponder a um posto ou graduação das categorias de oficial, de oficial inferior ou de praça.

## Distintivos e designações em várias forças armadas

### Marinhas

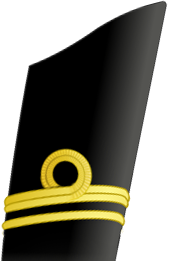
Canadá: Sub-lieutenant / Enseigne de 1re classe
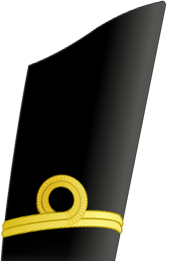
Canadá: Acting sub-lieutenant / Enseigne de 2e classe
Itália: Sottotenente di vascello
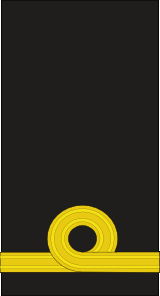
Portugal: Subtenente
Reino Unido: Sub-lieutenant

### Exércitos

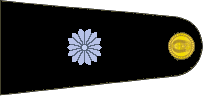
Argentina: Subteniente
- Brasil:
Subtenente
Canadá: Second lieutenant / Sous-lieutenant
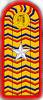
Chile Subteniente
Colômbia: Subteniente
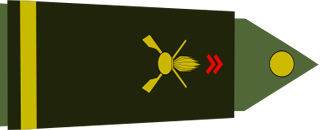
França: Sous-lieutenant
Itália: Sottotenente
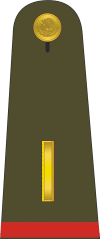
México: Subteniente
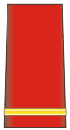
Roménia: Sublocotenent

### Forças aéreas

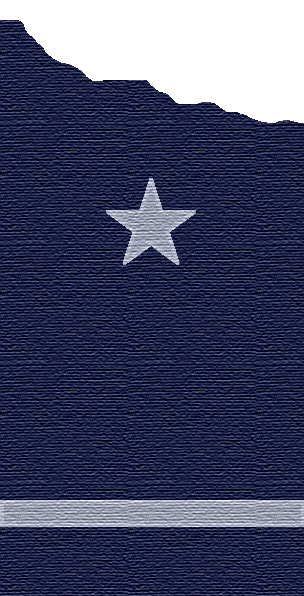
Chile: Subteniente
Colômbia: Subteniente
França: Sous-lieutenant
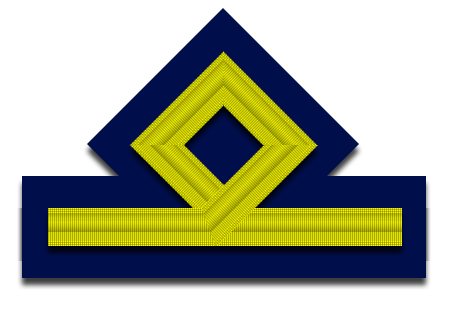
Itália Sottotenente
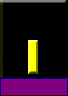
México: Subteniente

### Forças de segurança

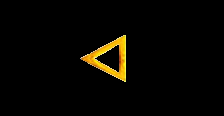
Brasil (Polícias militares): Subtenente
França (Gendarmaria): Sous-lieutenant
Itália (Carabineiros): Sottotenente
Itália (Guarda de Finanças): Sottotenente

## Subtenente em vários países

### Brasil
No Exército Brasileiro e nas polícias militares e corpo de bombeiros militar, subtenente é mais alta graduação das praças, imediatamente acima dos sargentos e abaixo dos oficiais. Na Marinha do Brasil e na Força Aérea Brasileira, esta graduação é chamada suboficial.
Grau hierárquico criado pelo Decreto nº 22.837, de 17 de junho de 1933, como praça especial, assemelhado aos aspirantes-a-oficial, mas a estes subordinado. Uma das razões para a criação do referido posto (atualmente graduação) foi atender a conveniência de diminuir os encargos dos capitães, permitindo-lhes dedicar mais tempo à instrução das respectivas subunidades. Os requisitos exigidos para a promoção ao então posto de Subtenente eram os seguintes: a) aprovação no curso da Escola de Armas com a nota apto para o comando de pelotão ou seção ou "distinto"; b) ter no máximo 40 anos de idade; c) se for das armas, ter no mínimo 8 anos de serviço prestados como sargento, dos quais, pelo menos, 5 arregimentados; se for radiotelegrafista ter no mínimo, 5 anos como sargento no Exército; d) ter ótimo comportamento e satisfazer as condições de honorabilidade indispensáveis ao desempenho de suas funções; e) ter robustez física comprovada em inspeção de saúde pelas juntas de saúde das Regiões.  
O Subtenente desde 2015 exerce cargos de adjunto de comando de um batalhão, brigada e até mesmo do Exército como é o caso do ST Bernadino (2019 - ...). Suas principais funções são supervisionar os seus subordinados e assessorar seu comandante nas atividades diárias de sua unidade.
Assim como o 1° Sargento combatente, o Subtenente combatente pode chefiar um Tiro de Guerra.

### Portugal
Na Marinha Portuguesa, designa-se "subtenente" o primeiro posto de oficial subalterno não oriundo da Escola Naval. Os oficiais de patente equivalente, formados na Escola Naval, designam-se "guarda-marinhas". Nos outros ramos das Forças Armadas Portuguesas, o posto equivalente é o de alferes.
Normalmente, recebem a graduação de subtenente, os oficiais oriundos da categoria de sargento ou os oficiais de determinadas especialidades, com cursos superiores obtidos em universidades civis.
O distintivo da patente (um galão estreito com óculo) é igual ao distintivo de guarda-marinha.